# Danielle Licari

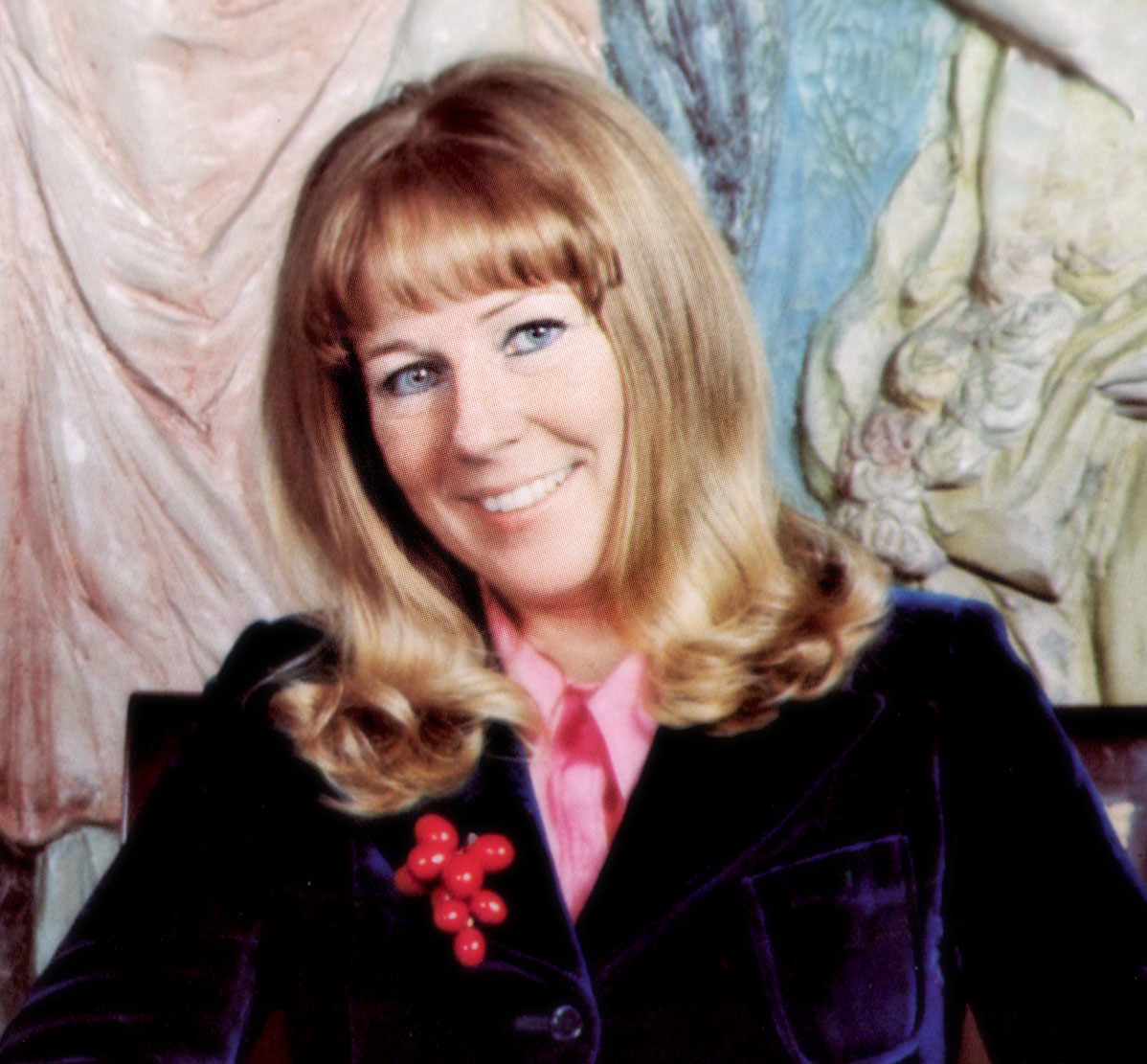
Danielle Licari, French singer

Danielle Licari (Bolonha do Mar, 11 de novembro de 1942) é uma cantora francesa muito conhecida na década de 1960 e década de 1970.

## Carreira
Em 1964, ela dublou a canção no filme "Os Guarda-Chuvas  do Amor" para o papel de Geneviève Emery, interpretada por Catherine Deneuve.
Em 1969, gravou seu grande hit "Concerto Pour Une Voix". O álbum vendeu mais de 15 milhões de cópias. Ela já vendeu mais de 20 milhões de cópias de seus álbuns durante sua carreira.
Seu estilo de cantar característico é notório pela falta de letras, transmitindo emoções através de sons ao invés de palavras, da mesma maneira que um violino, o que pode ser a causa de sua popularidade em países que não falam francês como Alemanha, Espanha, México, Brasil, Japão e Coreia. Ela tem sido chamada de "La Voz de la sirena" ou a voz de sereia, devido à qualidade da sua voz. A maioria de suas músicas são populares temas de música clássica, compostas originalmente para instrumentos, mas executados por sua voz com elementos de pop-rock, fato que fez sua música mais atrativa para o grande público.
Em 1968, gravou "Treize Jours en France", composta por Francis Lai, ela também gravou uma segunda versão de "Love Story", dedicada a ela pelo mesmo compositor.
Em 1972, ela apresentou a canção "Au Coeur d'une chanson" para concorrer no concurso Eurovision representando a França. No entanto o comitê francês escolheu Betty Marte e sua canção "Come-Comedie" para concorrer.
Em julho de 1978, ela estreou com a Orquestra Sinfónica de Quebeque e com o coro da Igreja de Saint-Dominique  um drama musical chamado "Concerto pour Helène", em homenagem a Helène Boule, a esposa do fundador da cidade de Quebeque, nas comemorações de 370 anos da cidade. O trabalho foi composto por Claude Leveille.

## Discografia e interpretações
- 1969 - Mélodies pour une voix
- 1970 - Sanctus
- 1970 - On est bien la-la
- 1973 - Classics pour une voix
- 1974 - Musiques de films
- 1974 - Concerto pour une voix
- 1975 - Badinerie
- 1975 - Le marché persan
- 1976 - Rhapsodie pour deux voix
- 1977 - Sagittarius
- 1978 - Danielle Licari
- 1980 - Elisabeth Serenade
- 1981 - Chi Mai
- 1981 - Concerto pour une voix - Double Compilation
- 1982 - Concertino pour deux voix
- 1984 - Lonely Shepherd
- 1993 - Master Série
- 1994 - Best of Best
- 1995 - Danielle Licari chante les plus grands
- 1999 - Concerto pour une voix - Compilation CD 20 titres

Fez participações em animes, filmes e em discos de outros artistas:
- 1964 - Les Parapluies de Cherbourg
- 1969 - Saint Preux - Concerto pour une voix
- 1970 - Marian Marciak - Sanctus
- 1973 - Don Juan ou Si Don Juan était une femme
- 1980 - Heidi
- 1980 - Pinocchio
- 1985 - Astérix et la Surprise de César